# Rue de Boulainvilliers
Koordinaten: 48° 51′ N, 2° 17′ O

Das Hôtel du Haricot war das Haus der Nationalgarde am Zusammentreffen der Rue de Boulainvilliers mit der Rue La Fontaine (um 1865)

Die Rue de Boulainvilliers ist eine Straße im 16. Arrondissement von Paris und befindet sich in den Stadtvierteln von Auteuil und Muette.

## Lage
Die 820 Meter lange und 28 Meter breite Straße erstreckt sich in südlich-nördlicher Richtung von der Place Clément Ader, in unmittelbarer Nähe zur Seine, und endet an der Chaussée de la Muette und der Rue de Passy. In nördlicher Richtung findet sie ihre „Fortsetzung“ durch die Rue de la Pompe. An ihrem Beginn im Südwesten mündet sie auf die Pont de Grenelle, die über die Île aux Cygnes führt, an deren Ende sich – nur wenige Meter neben und unterhalb der Brücke – die Pariser Freiheitsstatue befindet.
An der Kreuzung mit der Rue La Fontaine und der Rue Raynouard biegt die Straße etwa um 45 Grad ab. An der Kreuzung mit der Rue de Vignes liegt der hiesige Regionalbahnhof Gare de Boulainvilliers.
Außer mit den Linien C der RER am Gare de Boulainvilliers, kann man mit folgenden Verkehrsmitteln zur Straße gelangen:
- Metro über die Station La Muette
- RATP 22, 52, 70

## Namensursprung
Die Straße trägt den Namen von Anne Gabriel Henri Bernard, Marquis de Boulainvilliers (1724–1798), Prévôt de Paris, letzter Seigneur von Passy.

## Geschichte
Die Straße befindet sich an der Stelle eines alten Weges, der zum Wohnsitz des Lehnsherrn von Passy führte. Dieser bewohnte ein 1381 errichtetes Schloss, das sowohl als château de Passy (nach seinem Standort) als auch als château de Boulainvilliers (nach dem Namen des letzten Lehnsherrn von Passy, Gabriel-Henri Bernard, marquis de Boulainvilliers, der von 1766 bis zur Revolution Befehlshaber von Paris war) bekannt ist.
Ein Teil der heutigen Straße ist auf dem Plan de Roussel von 1730 erstellten ersichtlich. Dieser Abschnitt südlich des heutigen Funkhauses markiert die Grenze zwischen den ehemaligen Pfarreien und damaligen Gemeinden Auteuil und Passy und seit ihrer Annexion durch die Stadt Paris im Jahre 1860 zwischen den Quartiers Muette und Auteuil.
In der Verlängerung dieser sehr alten Straße wird der Teil zwischen der heutigen Place du Docteur-Hayem und der Rue Bois-Le-Vent im Schloss Boulainvilliers trassiert, das 1825 von seinem letzten Besitzer, M. Cabal, Notar der Firma Roëhn, verkauft wurde. Er ließ das Schloss abreißen und das Gelände des Parks aufteilte, um den neuen Stadtteil Boulainvilliers zu schaffen.
1837 wurde die Rue de Boulainvilliers als wichtige Durchgangsstraße klassifiziert. Sie ist Teil einer Verbindung zwischen der Route royale Nr. 20 in Montrouge (heute Avenue du Général-Leclerc) und der Route royale Nr. 13 bei Porte Maillot (heute Avenue de la Grande-Armée), die im Osten über die neue Brücke und das Viertel von Grenelle und die in Vaugirard angelegten Straßen (Rue du Transit, chemin des bœufs) und im Norden über die Rue de la Pompe verläuft. Um die Kontinuität dieser Route zu gewährleisten, wurde eine neue Straße zwischen der Rue Bois-Le-Vent und der Rue de la Pompe in der Verlängerung der Rue de Boulainvilliers eröffnet. Diese Straße, die zunächst Rue des Terres-Fortes hieß, wurde 1839 an die Rue de Boulainvilliers angeschlossen, die 1839 zur Rue de Boulainvilliers erweitert wurde.
Am 16. Juni 1869 wurde Auteuil und Passy in Paris eingemeindet. 1863 wurde die Straße dann in das Pariser Verkehrsnetz aufgenommen.

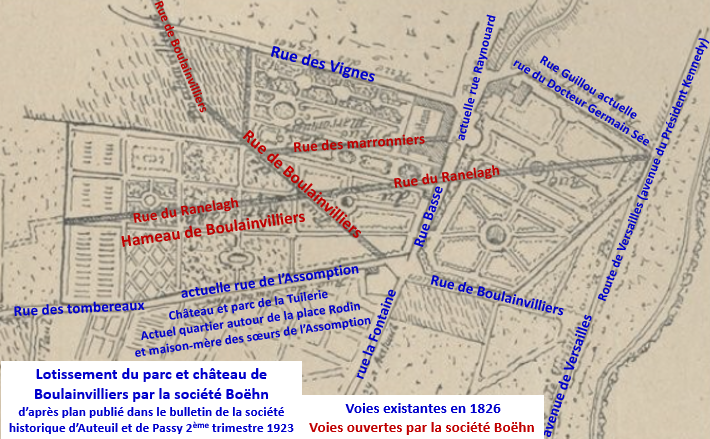
Parzellierung im Park von Boulainvilliers
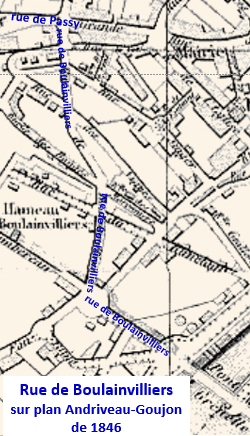
Rue de Boulainvilliers im Jahr 1846

## Sehenswürdigkeiten
- Nr. 17: Hier lebte der französische Dichter Fernand Mazade (1861–1939) von 1896 bis zu seinem Tode, wie eine an dem Haus angebrachte Gedenktafel verrät.
- Nr. 27: Eingang zum Hameau de Boulainvilliers
- Nr. 29: Hier war 1920 die Wohnung der Literaten Fernand Gregh und Pierre Louÿs.
- Nr. 55: Eine Gedenktafel erinnert daran, dass hier der spanische Musiker Isaac Albéniz zwischen 1906 und 1909 wohnte.
- Nr. 56: Hier lebte der Asterix-Autor René Goscinny von 1967 bis zu seinem Tod 1977.[7]
- Der Abschnitt der Straße, der von Südosten nach Nordwesten verläuft, führt vorbei dem Komplex des Medienunternehmens Radio France, dessen Eingang sich in der Avenue du Président Kennedy (Nr. 116) befindet.

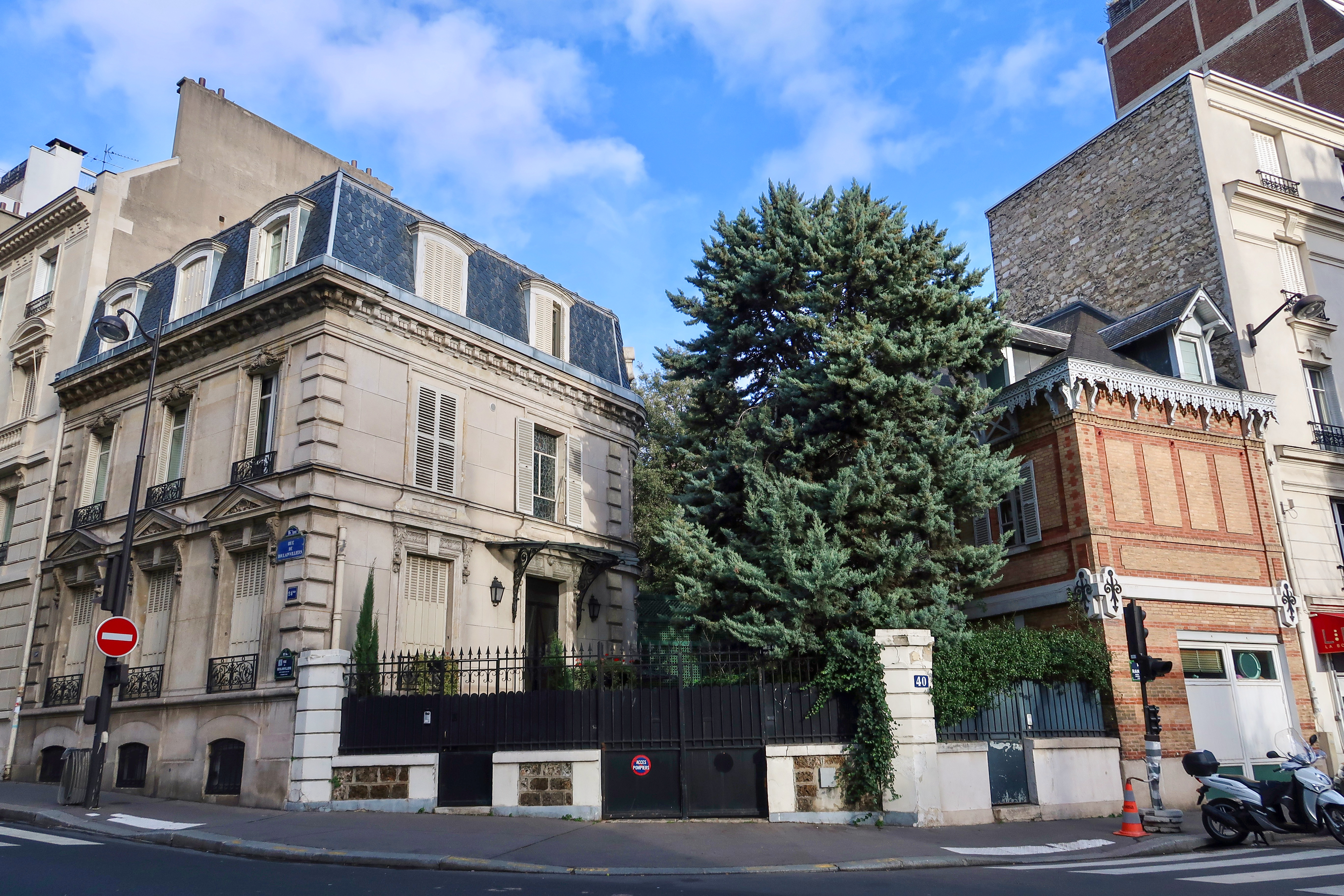
Häuser an der Kreuzung zur Rue du Ranelagh
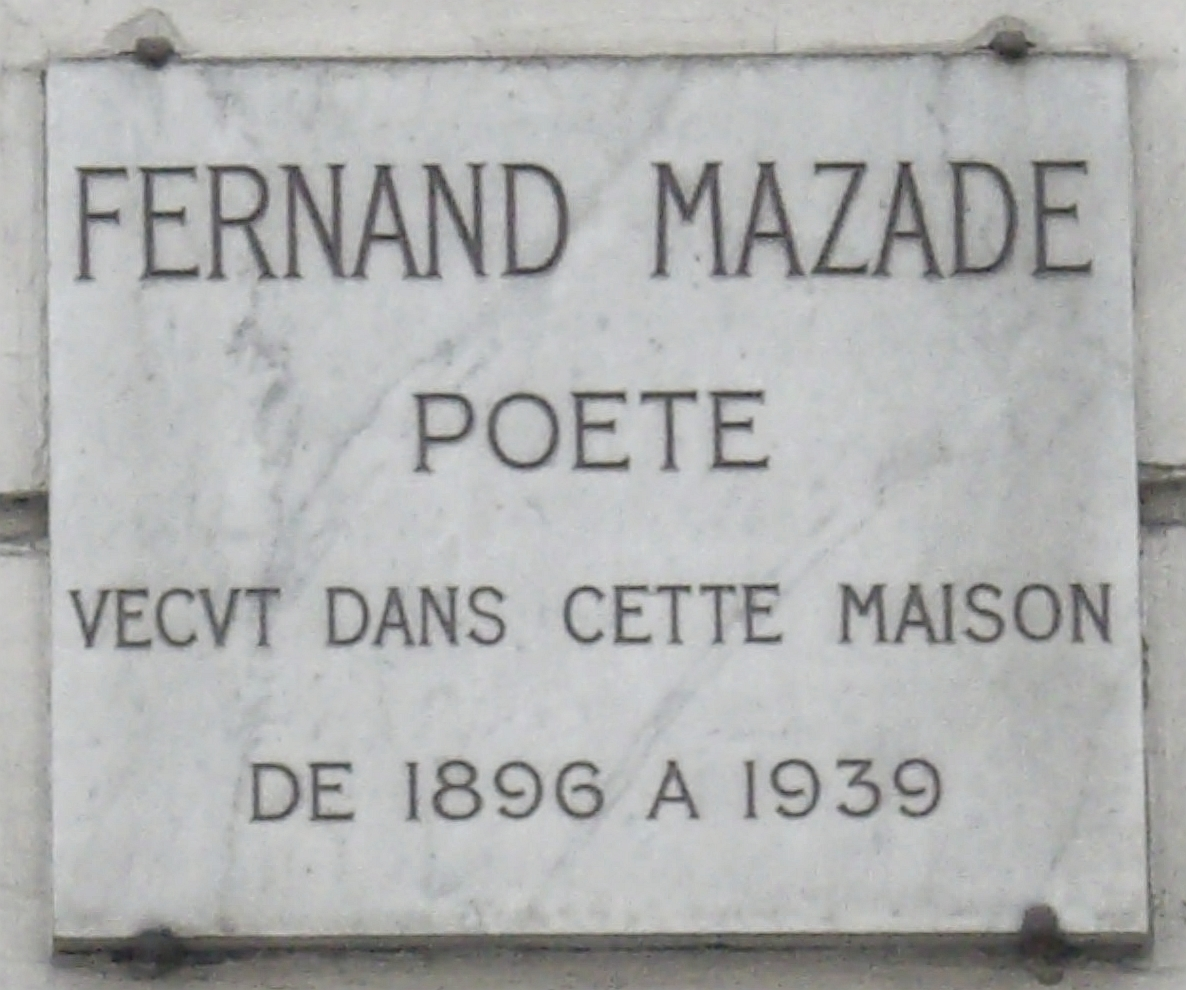
Nr. 17: Gedenktafel Fernand Mazade
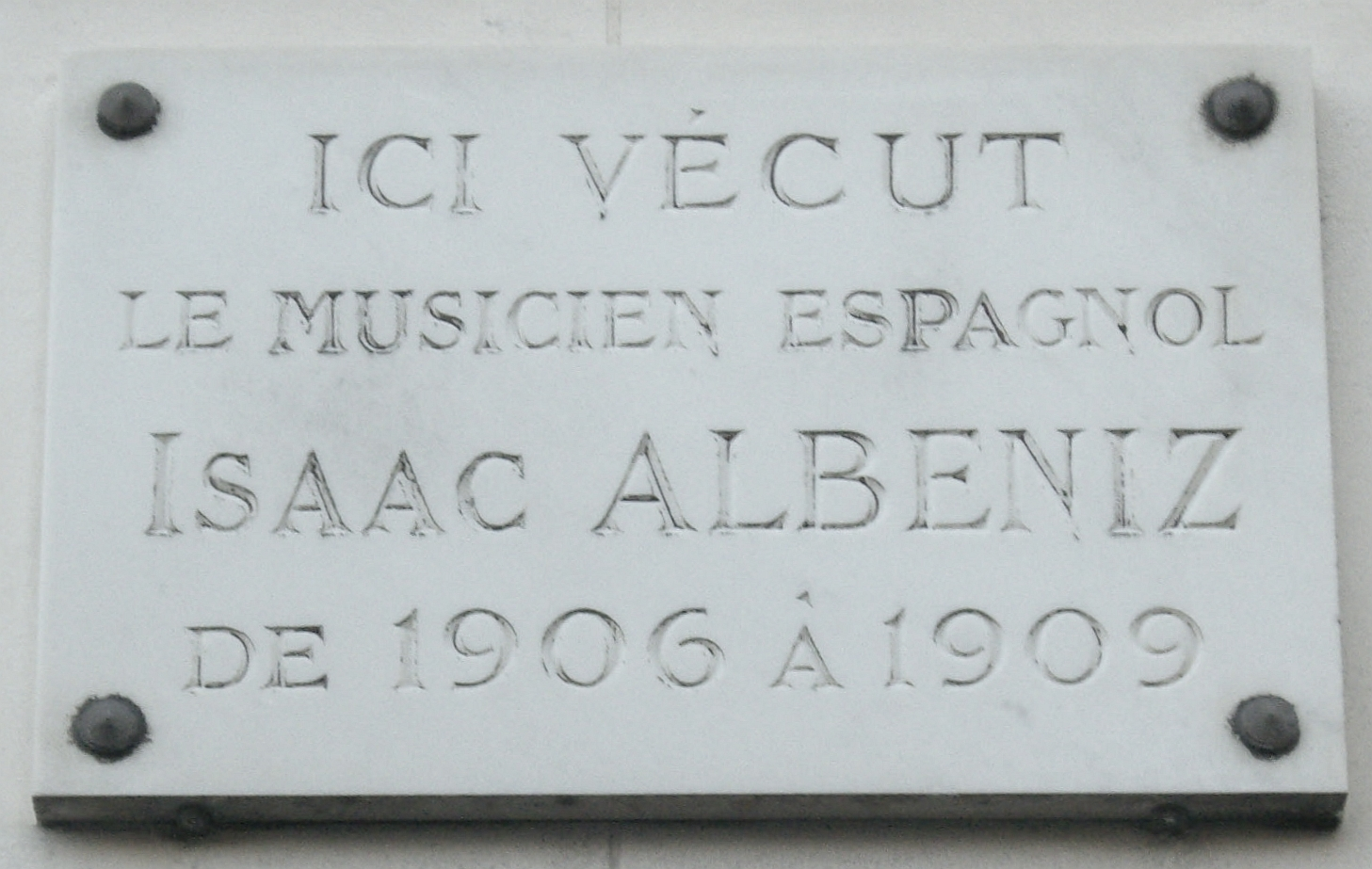
Nr. 16: Gedenktafel Isaac Albéniz
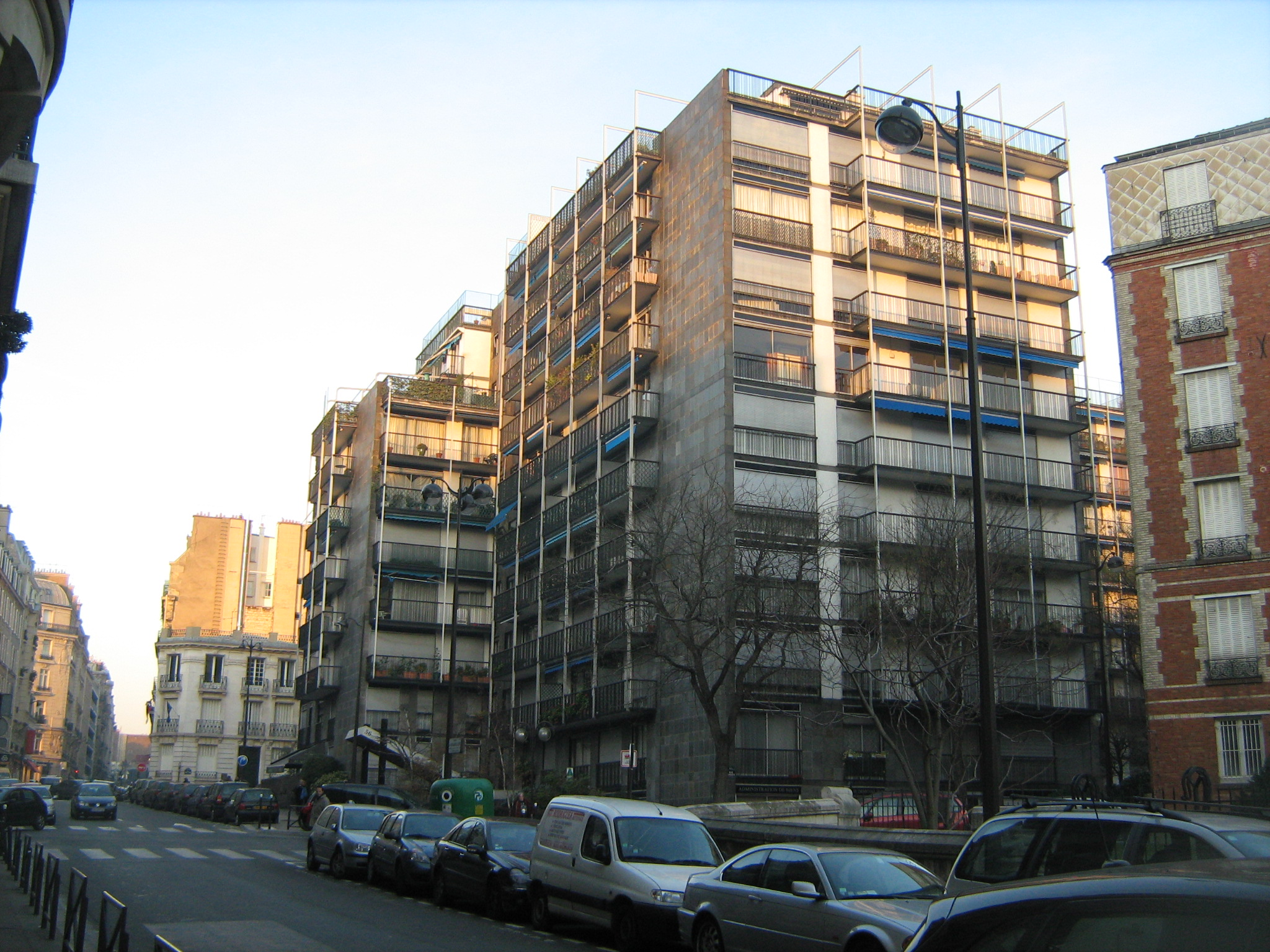
Nr. 56, hier wohnte René Goscinny